# Cape Girardeau
Cape Girardeau je město ve Spojených státech amerických. Nachází se v okresech Cape Girardeau County a Scott County ve státě Missouri. Ve městě žije přibližně 40 tisíc obyvatel a jeho rozloha činí 73,8 km². Je sedmnáctým nejlidnatějším městem a ekonomickým a kulturním centrem jihovýchodního Missouri. Leží 161 kilometrů jihovýchodně od St. Louis a 241 kilometrů severně od Memphisu.
Město bylo založeno roku 1793 a protéká jím řeka Mississippi. Sídlí zde Southeast Missouri State University. Město leží v oblasti s vlhkým subtropickým podnebím.

## Rodáci
- Rush Limbaugh (1951–2021) – americký rozhlasový komentátor a bavič (1951–2021)
- Linda Godwinová (* 1952) – americká astronautka